# Greppen
Greppen é uma comuna da Suíça, no Cantão Lucerna. Em 2017 possuía 1.075 habitantes. Estende-se por uma área de 3,3 km², de densidade populacional de 323,8 hab/km². Confina com as seguintes comunas: Küssnacht am Rigi (SZ), Meggen, Weggis.
A língua oficial nesta comuna é o Alemão.

Greppen